# Jeannette Lewin
Jeannette Lewin, född den 27 februari 1972 i Vianen, Nederländerna, är en nederländsk landhockeyspelare.
Hon tog OS-brons i damernas landhockeyturnering i samband med de olympiska landhockeytävlingarna 1996 i Atlanta.